# Cefisodoro
Cefisodoro (en griego antiguo: Κηφισόδωρος, romanizado: Kēphisόdōros'; Atenas, siglo V a. C. – siglo IV a. C.) fue un comediógrafo ateniense.

## Biografía
No se sabe mucho de este poeta, exponente de la Comedia antigua. Venció en las Leneas del 402 a. C. La Suda afirma que Cefisodoro fue ateniense, pero por error lo califica de trágico, no de cómico.

## Comedias
De sus obras han sobrevivido algunos títulos y escasos fragmentos transmitidos por Focio, la Suda, Julio Pólux y Ateneo. La Suda proporciona el título de cuatro de sus comedias: Ἀντιλαίς (Antilaide, contra la hetera Lais de Corinto), Ἀμαςόνες (Las amazonas); Τροφώνιος (Trofonio); Ὗς (El cerdo).